# Ana Comnena Angelina
Ana Comnena Angelina era filha do imperador bizantino Aleixo III Ângelo e de Eufrósine Ducena Camaterina e a primeira imperatriz-consorte de Niceia, esposa do imperador Teodoro I Láscaris entre 1204 e 1212.

## História
O seu primeiro casamento foi com o sebastocrator Isaac Comneno, um sobrinho-neto do imperador Manuel I Comneno. Tiveram uma filha, Teodora Angelina, que se casou com Ibanco da Bulgária. Pouco depois de o pai de Ana se ter tornado imperador, em 1195, Isaac Comneno foi enviado para combater a Revolta da Valáquia e da Bulgária. Foi capturado, transformado em peão entre as facções rivais valáquias e búlgaras, e morreu posto a ferros. 
O seu segundo casamento foi com Teodoro Láscaris, que viria a tornar-se imperador de Niceia, e foi celebrado como duplo casamento no início do ano de 1200 (a irmã de Ana, Irene, era noiva de Aleixo Paleólogo). Ana e Teodoro tiveram três filhas e dois filhos:
1. Nicolau Láscaris (m. c. 1212)
2. João Láscaris (m. c. 1212)
3. Irene Lascarina, que se casou primeiro com o general Andrónico Paleólogo e posteriormente com João III Ducas Vatatzes, imperador de Niceia
4. Maria Lascarina, que se casou com o rei Bela IV da Hungria
5. Eudóxia Lascarina, prometida a Roberto de Courtenay, mas que se casou antes de 1230 com Anseau de Cayeux, o governador latino da Ásia Menor